# Міжнародний день волонтера
Міжнародний день волонтерів в ім'я економічного і соціального розвитку (англ. International Volunteer Day for Economic and Social Development, ісп. Día Internacional de los Voluntarios para el Desarrollo Económico y Social, фр. Journée internationale des volontaires pour le développement économique et social) — один з міжнародних днів ООН. Присвячений особам, що займаються волонтерством.

## Запровадження

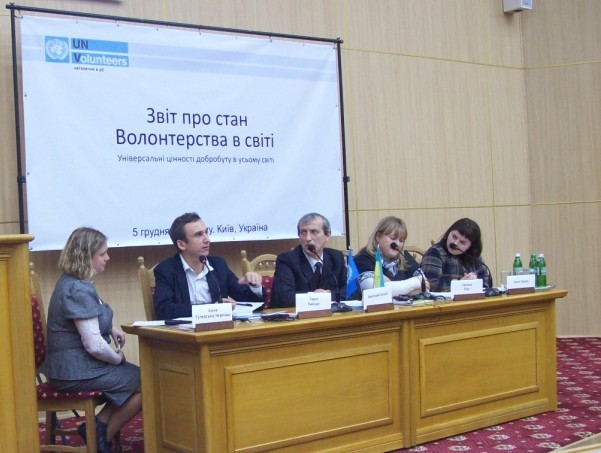
Круглий стіл з оприлюдненням Міжнародного звіту з волонтерства (5 грудня 2011, Київ)

Генеральна Асамблея ООН в 1985-му році на 40-й сесії у спеціальній резолюції запропонувала урядам відзначати 5 грудня як «Міжнародний день волонтерів в ім'я економічного і соціального розвитку» (резолюція № A/RES/47/3), закликавши їх здійснювати заходи для спонукання людей у всіх сферах діяльності пропонувати свої послуги як волонтерів.
Міжнародний день волонтера відзначається багатьма неурядовими організаціями, громадянським суспільством та приватним сектором. Він також підтримується програмою волонтерів ООН.
У своїх щорічних посланнях з нагоди Дня волонтерів Генеральний секретар ООН високо оцінює роль і значення волонтерів незалежно від того, який конкретно діяльністю вони займаються. Він зазначає використання інформаційних технологій в волонтерській діяльності: у створенні баз даних і вебсайтів, розробці навчальних планів для шкіл, а також інших завдань, які можна виконати з домашнього комп'ютера. Генеральний секретар закликає уряди створювати більше можливостей для добровольців в ім'я розвитку.
З 2018 року  Міжнародний день волонтера  зосереджується не лише на відзначенні волонтерства у всіх його аспектах, але й на висвітленні ролі, яку волонтери відіграють у побудові стійких громад. Нинішні підрахунки прирівнюють глобальну волонтерську робочу силу до 109 мільйонів штатних працівників. З них, 30 % волонтерської діяльності відбувається офіційно, через організації, асоціації та групи і 70 % — через неформальну взаємодію між людьми. Загалом, 60 % неформальних волонтерів — жінки.
|                                                                              | Волонтери часто першими діють у кризові періоди, допомагаючи мільйонам вижити, незважаючи на ризики. Їхня робота підтримує нашу загальну людяність |
| — Генеральний секретар Антоніо Гутеріш, Міжнародний день волонтера 2017 року | |

## Передумови
Міжнародний день волонтерів — це шанс для окремих волонтерів, громад та організацій просувати свій внесок у розвиток на місцевому, національному та міжнародному рівнях. Поєднуючи підтримку Організації Об'єднаних Націй (ООН) із масовим мандатом, Міжнародний день волонтерів — це унікальна можливість для людей та організацій, які залучають волонтерів, працювати з державними установами, некомерційними установами, громадськими організаціями, науковими колами та приватним сектором.
Міжнародний день волонтерів для економічного та соціального розвитку був прийнятий Генеральною Асамблеєю ООН резолюцією 17 грудня 1985 року.
У 2012 році, у відповідь на новий досвід та рекомендації, програма волонтерів Організації Об'єднаних Націй очолила П'ятирічну стратегію Міжнародного дня волонтерів з метою зробити її більш загальновизнаною та належною власністю.

## Святкування Дня та теми
За останні вісім років щорічно МДВ відзначався у понад 80 країнах. Вебсайт щороку отримує близько 50 000 переглядів сторінок, опубліковано близько 150 історій, які висвітлюють понад 50 000 добровольців, фотографії та відеозаписи святкувань у всьому світі.
- 2024 — До Міжнародного дня волонтера 2024 року Волонтери Організації Об'єднаних Націй (UNV) демонструють свою відданість громадам і благополуччю волонтерів ООН у всьому світі за допомогою конкретної волонтерської діяльності громади, що здійснюється з національними партнерами та партнерами системи ООН.
- 2023 — «Якби всі це зробили» зосереджується на силі колективних дій.
- 2022 — «Разом діємо зараз». Цінність волонтерів буде відзначена і визнана. Поки світ бореться з гуманітарними викликами та викликами розвитку — на тлі воєн та зміни клімату, нам потрібні волонтери, які працюватимуть разом заради спільного блага.
- 2021 — «Волонтеримо зараз заради нашого спільного майбутнього».
- 2020 — «Разом ми зможемо через волонтерство».
- 2019 «Волонтери за інклюзивне майбутнє». Міжнародний день волонтерів 2019 висвітлював волонтерів, що вітають інклюзивність, зменшуючи нерівність у країнах та між ними.
- 2018 — «Волонтери будують стійкі громади». У 2018 відзначались зусилля волонтерів, що зміцнюють місцеву власність та стійкість громади перед стихійними лихами, економічними стресами та політичними потрясіннями. Подія 5 грудня 2018 року була зосереджена на тому, як волонтери можуть будувати стійкі громади.
- 2017 — «Волонтери діють першими. Тут. Скрізь». Основна увага IVD 2017 полягала у визнанні позитивної солідарності волонтерів у всьому світі, які відповідають на дзвінки у кризові часи, допомагаючи врятувати життя сьогодні та підтримуючи тих, хто хоче продовжити своє життя з гідністю завтра.
- 2016 — «Глобальні оплески — допоможіть волонтерам». Під цією темою День волонтера підняв глобальні оплески, щоб привітати волонтерів скрізь та закликав інших приєднатися, щоб сприяти миру та сталому розвитку.
- 2015 — «Твій світ змінюється. А Ти? Волонтер!». Метою 2015 року було розпочати діалог про те, що волонтерство є життєво важливим для успіху Цілей сталого розвитку (ЦУР) та Адженди на 2030 рік.
- 2014 — «Творіть зміни, волонтери!». Метою Дня волонтерів 2014 було виділити внесок волонтерів у залучення людей з низового рівня до процесів прийняття рішень, в кінцевому підсумку створивши простір для участі, що призведе до посилення управління, соціальної згуртованості, миру та сталого розвитку.
- 2013 — «Молоді. Глобальні. Активні». Метою заходу було віддати особливу шану внеску молодіжних волонтерів до глобального миру та сталого людського розвитку, підкресливши, що молоді люди виступають агентами змін у своїх громадах.
- 2012 — «Святкуй волонтерство». Захід відсвяткував свою прихильність та надію на кращий світ. Основною метою 2012 було усвідомлення та визнання волонтерів та волонтерських організацій.

## Привітання
- Міжнародний день волонтера: історія свята та вітання// 1+1, Процитовано 5 грудня 2022 року
- З Днем волонтера — історія свята та привітання// УНІАН, 5 грудня 2020 року, автор — Катерина Пікуліна, Процитовано 27 листопада 2022 року